# Joseph Coutts
Joseph Coutts (nascut el 21 de juliol de 1945) és un prelat paquistanès de l'Església catòlica, arquebisbe de Karachi des de 2012. Va ser bisbe de Faisalabad de 1998 a 2012.
Al maig de 2018, el Papa Francesc va anunciar que el crearia cardenal el 29 de juny.

## Biografia
Va néixer a Amritsar, a l'Índia britànica el 21 de juliol de 1945. Coutts va rebre la seva formació religiosa al seminari de Crist Rei a Karachi i va ser ordenat sacerdot a Lahore, Pakistan, el 9 de gener de 1971.
Després de l'ordenació, va completar els estudis eclesiàstics a Roma entre 1973 i 1976 i es va convertir en professor de filosofia i sociologia al Seminari Regional de Crist Rei, rector del seminari menor de Santa María de Lahore i vicari general diocesà de 1986 a 1988.
El 5 de maig de 1988 va ser nomenat bisbe coadjutor d'Hyderabad a Pakistan pel Papa Joan Pau II, sent consagrat a un bisbe el 16 de setembre. Escollí com a lema episcopal la paraula Harmonia. Es va convertir en bisbe d'Hyderabad l'1 de setembre de 1990. El 27 de juny de 1998 va ser nomenat bisbe de Faisalabad.
Coutts va ser el president de Caritas Pakistan durant molt de temps i va dirigir els seus esforços de socors al terratrèmol en 2005.
A Faisalabad va desenvolupar vincles amb acadèmics i clergues musulmans. La Universitat Catòlica d'Eichstätt-Ingolstadt (Alemanya) va atorgar al bisbe Coutts el Premi Shalom 2007 pel seu compromís amb el diàleg interreligiós al Pakistan. Durant 25 anys, el guardó s'ha concedit a persones i projectes que treballen per als drets humans.
El 25 de gener de 2012, el Papa Benet XVI va nomenar al bisbe Coutts com a arquebisbe de Karachi per succeir l'arquebisbe Evarist Pinto. Anticipant el seu retorn a la ciutat on havia estudiat i ensenyat, va destacar els desafiaments que suposava l'explosió de població provocada pels refugiats a la ciutat i les "explosions esporàdiques de la violència i el terrorisme" que s'havien convertit en una característica de la vida Karachi.
Tant a Faisalabad com a Karachi, ha fet campanyes contra la llei de blasfèmia del Pakistan, que creu que és molt fàcil de manipular per atacs personals o per dirigir-se a minories religioses per infraccions insubstancials o fingides. A Karachi establí múltiples connexions per al diàleg interreligiós entre musulmans i catòlics, amb l'objectiu d'acceptar la població en general i augmentar la comprensió dels dirigents polítics i religiosos.
Coutts va ser hospitalitzat amb pneumònia i no va poder viatjar a Roma per rebre el seu pal·li, símbol de la seva condició d'arquebisbe metropolità, del papa Benet al juny de 2012.
Va ser president de la Conferència dels Bisbes Catòlics de Pakistan del 2011 al 2017.
El 20 de maig de 2018, el Papa Francesc va anunciar la creació de Coutts com a cardenal al consistori previst per al 29 de juny.